# Commune de Tõlliste

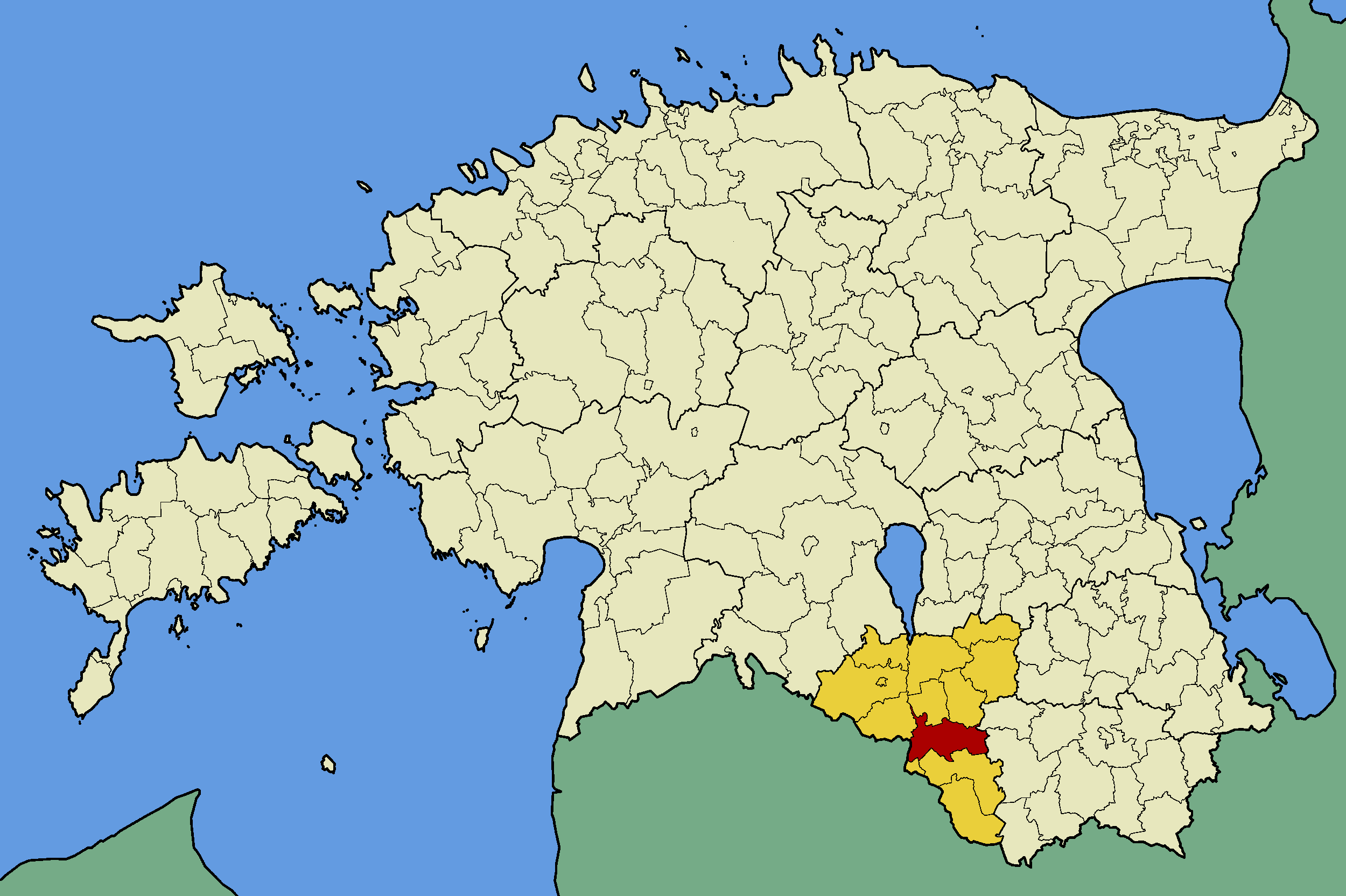
Localisation de l'ancienne commune de Tõlliste (rouge), dans le comté de Valga (jaune).

Tõlliste (en estonien : Tõlliste vald) est une ancienne commune rurale située dans le comté de Valga en Estonie. Son chef-lieu était Laatre.

## Géographie
Elle s'étendait sur une superficie de 193,78 km2 dans le centre du comté et était frontalière avec la Lettonie à l'ouest.
Elle comprenait les petits bourgs de Laatre et Tsirguliina, ainsi que les villages de Iigaste, Jaanikese, Korijärve, Muhkva, Paju, Rampe, Sooru, Supa, Tagula, Tinu, Tõlliste, Väljaküla et Vilaski.

## Histoire
À la suite de la réorganisation administrative d'octobre 2017, elle fusionne avec Karula, Õru, Taheva et Valga pour former la nouvelle commune de Valga.

## Démographie
En 2012, la population s'élevait à 1 669 habitants.